# Cheneux (Stavelot)
Ne doit pas être confondu avec Cheneux (Stoumont).
Cheneux est un hameau de Belgique faisant partie de la commune et ville de Stavelot, dans la province de Liège en Région wallonne.
Avant la fusion des communes de 1977, Cheneux faisait partie déjà de la commune de Stavelot.  

## Situation
Ce hameau ardennais se situe sur un petit plateau entre la rive droite du Ru Stave et la rive gauche de l'Eau Rouge. Ces deux cours d'eau se rejoignent à la sortie du hameau au lieu-dit Pont de Cheneux.
Cheneux se trouve entre la ville de Stavelot dont le centre est situé à moins de 3 km au sud-ouest et les hameaux de Rivage et Masta.

## Description
Dans un environnement de pâtures, l'habitat initial est principalement composé d'anciennes fermettes bâties en moellons de grès ou peintes en blanc avec colombages.

## Activités
En outre, Cheneux possède un important camping implanté le long de l'Eau Rouge (en rive gauche).